# Argo Golberg
Argo Golberg (ur. 16 grudnia 1982 w Vastse-Kuuste) – estoński lekkoatleta, sprinter.

## Osiągnięcia
- srebrny medal młodzieżowych mistrzostw Europy (bieg na 100 m, Bydgoszcz 2003)
- reprezentant kraju w Pucharze Europy
- wielokrotny mistrz i rekordzista kraju

## Rekordy życiowe
- bieg na 100 m - 10,28 (2003) były rekord Estonii
- bieg na 60 m (hala) - 6,71 (2003) rekord Estonii

Golberg jest także aktualnym rekordzistą kraju w sztafecie 4 x 100 metrów (39,69 2002).